# Offenbach am Main

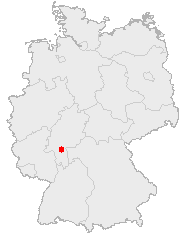
Situació d'Offenbach a Alemanya.

Offenbach és una ciutat d'Alemanya a l'estat de Hessen, a la riba sud del riu Main. El 2012 tenia 116.945 habitants una baixa d'1,5% des 2009. A l'oest limita amb Frankfurt del Main.

## Història
Les restes d'assentaments més antigues trobades a Offenbach daten de l'edat de pedra. No obstant això s'esmenta el lloc per primera vegada l'any 977. La zona va canviar diverses vegades de propietari al llarg de la història. Els comtes d'Isenburg són uns dels primers nobles que s'associen amb la ciutat. Encara avui el palau d'Isenburg porta el seu nom.
El 1815 i després del congrés de Viena Offenbach és adjudicat a Àustria per a tornar a mans de la casa de Hesse-Darmstadt poc després. Durant la Segona Guerra Mundial el 36% de la ciutat fou destruïda. Amb la reconstrucció durant la postguerra, Offenbach sobrepassa el llindar dels 100.000 habitants el 1954.

## Economia
Antigament Offenbach era un centre d'elaboració de cuir encara que en l'actualitat aquesta part de l'economia ha quedat gairebé abandonada. A la ciutat i als voltants hi ha importants instal·lacions de la indústria química, indústria de fabricació d'impremtes, etc.
Offenbach és seu del Servei Alemany de Meteorologia (Deutscher Wetterdienst) i d'alguna administració federal. Als últims anys, Offenbach ha rebut empreses d'una llarga varietat de serveis, especialment del sector del transport. Alberga les seus europees d'Honda, Hyundai Motors i Kumho Tires. S'hi troba la casa matriu de Pirastro, un fabricant de cordes per a instruments de corda fregada (violí, viola, violoncel, contrabaix), de renom mundial.

## Personatges il·lustres
- Alois Senefelder (1771-1834), inventor de la litografia.
- Philipp Mainländer (1814-1876), poeta i filòsof alemany.
- Carl Fuchs (1865-1951), violoncel·lista alemany.

## Llocs d'interès
- Isenburger Schloss (Castell d'Isenburg)
- Deutsches Ledermuseum (Museu alemany del cuir)
- Rumpenheimer Schloss (Castell de Rumpenheim)

## Galeria d'imatges

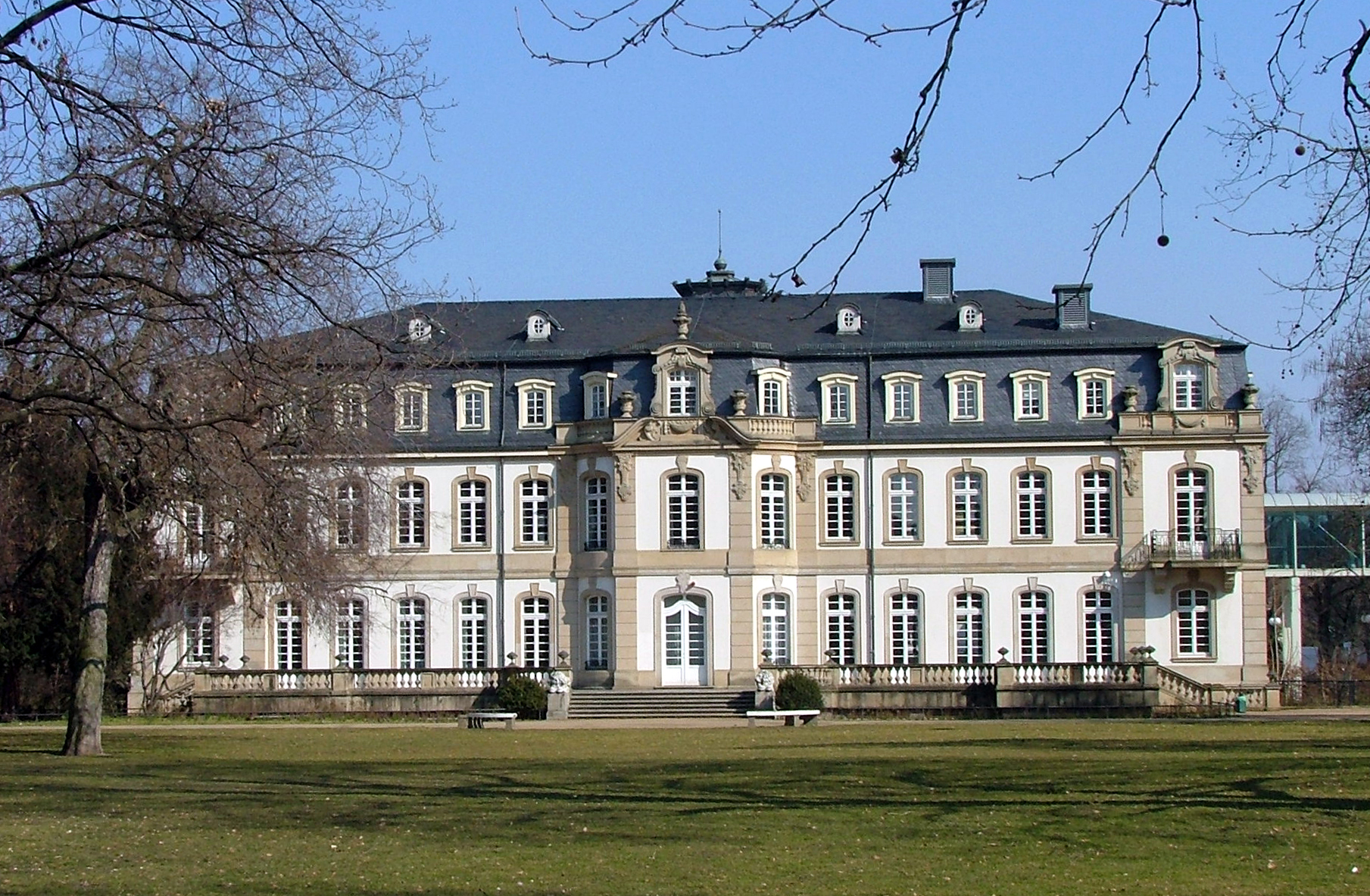
Castell de Büsing.
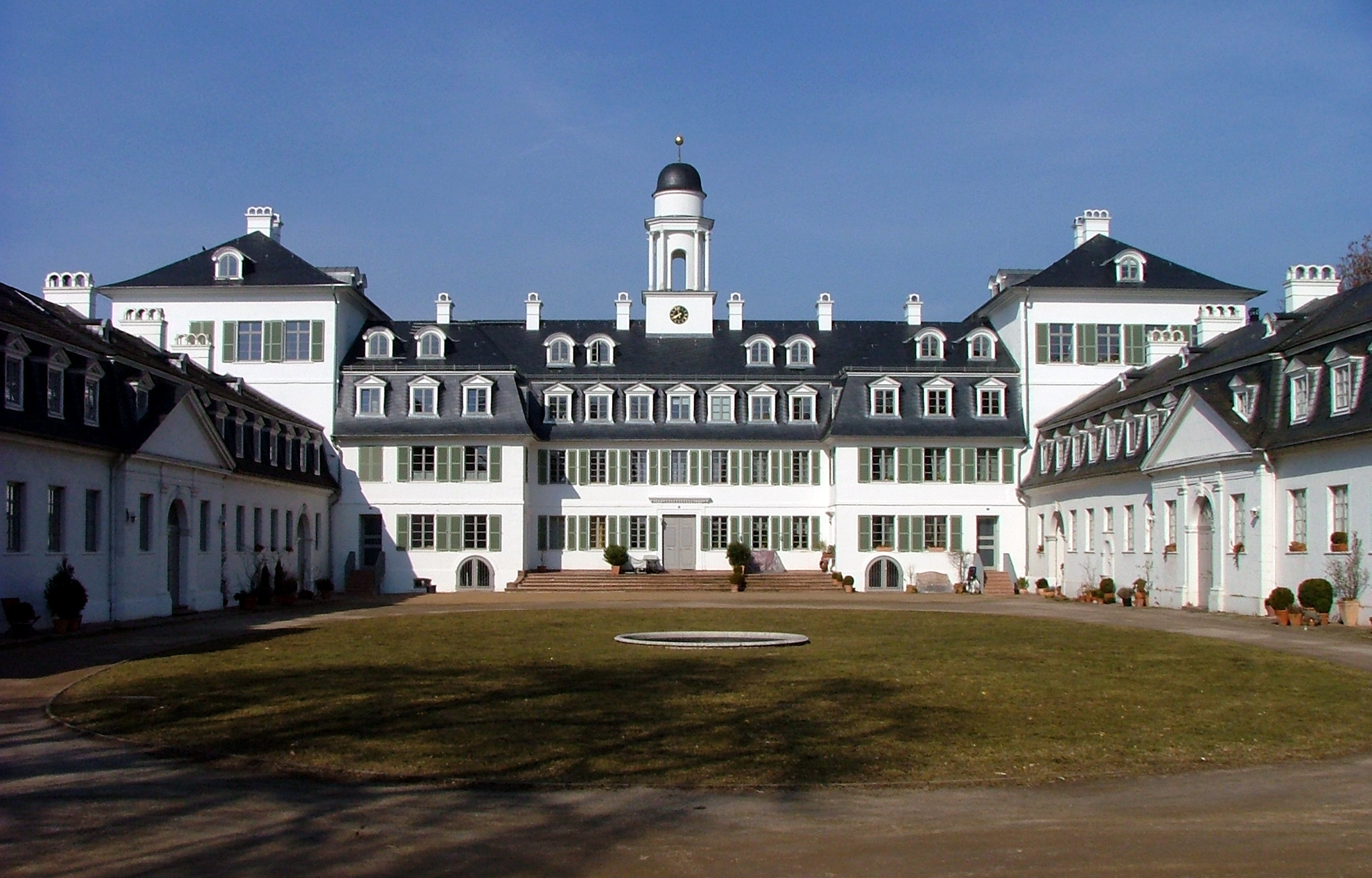
Castell de Rumpenheim
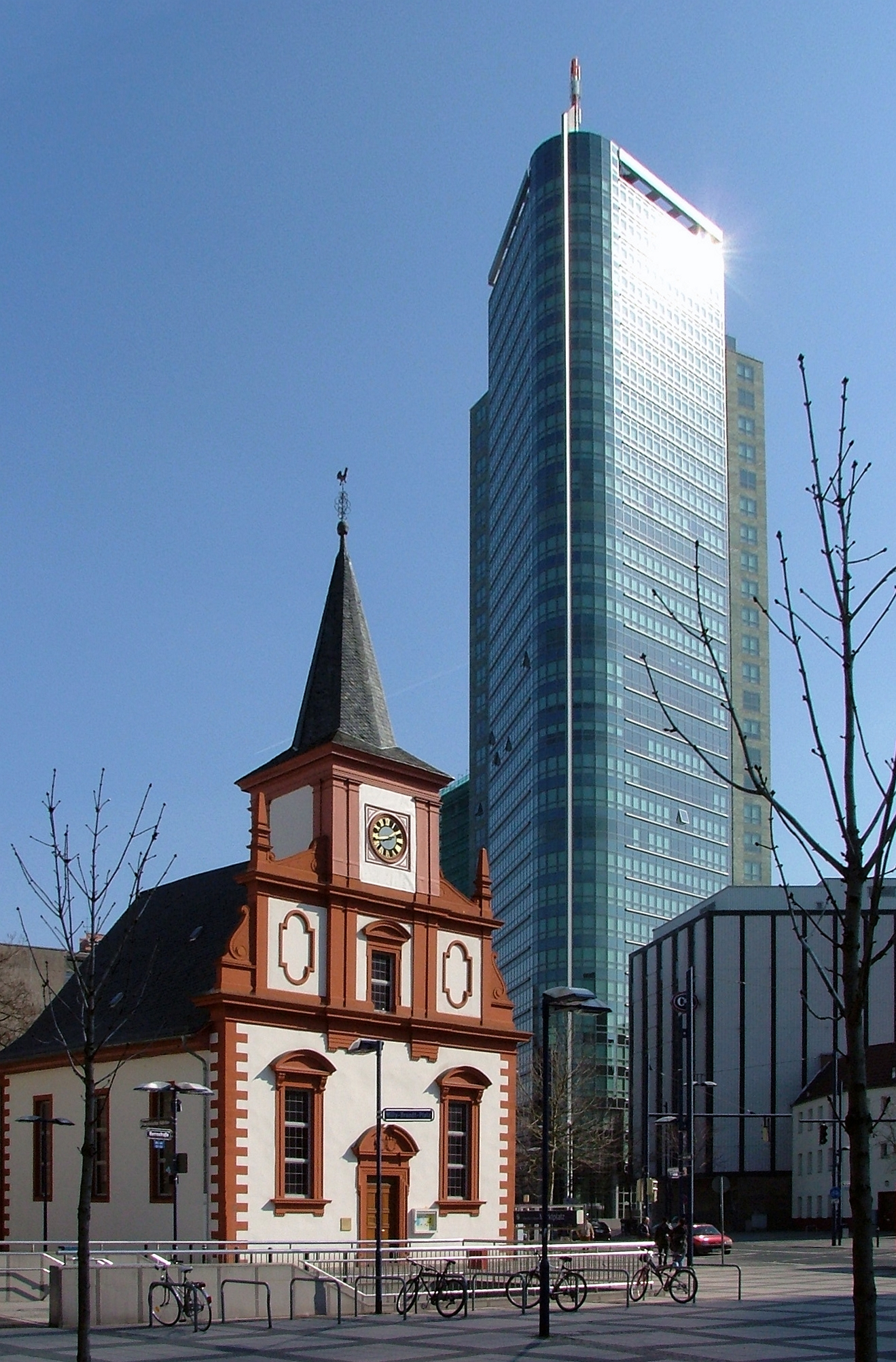
Església francesa i ajuntament
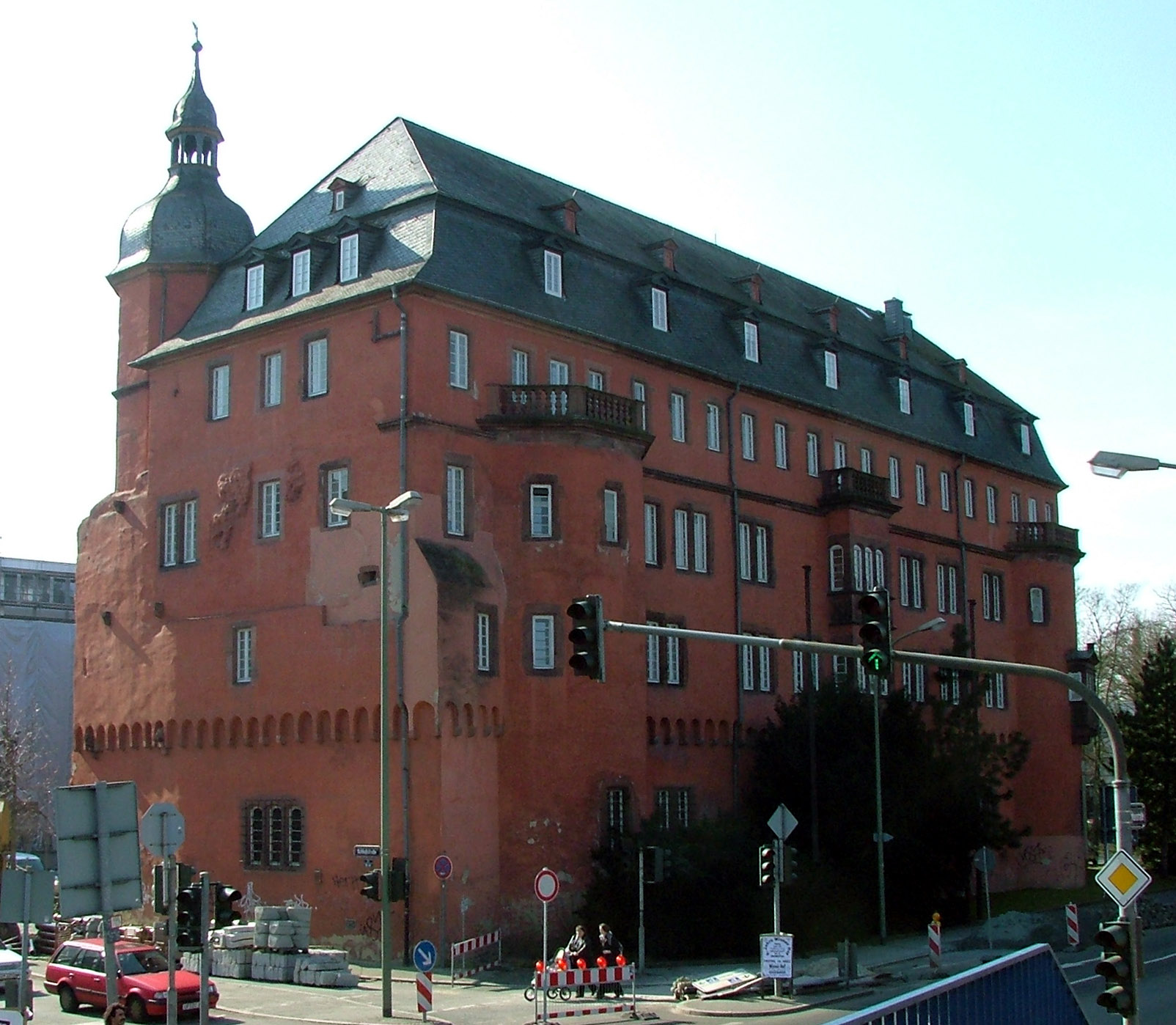
Castell d'Isenburg.
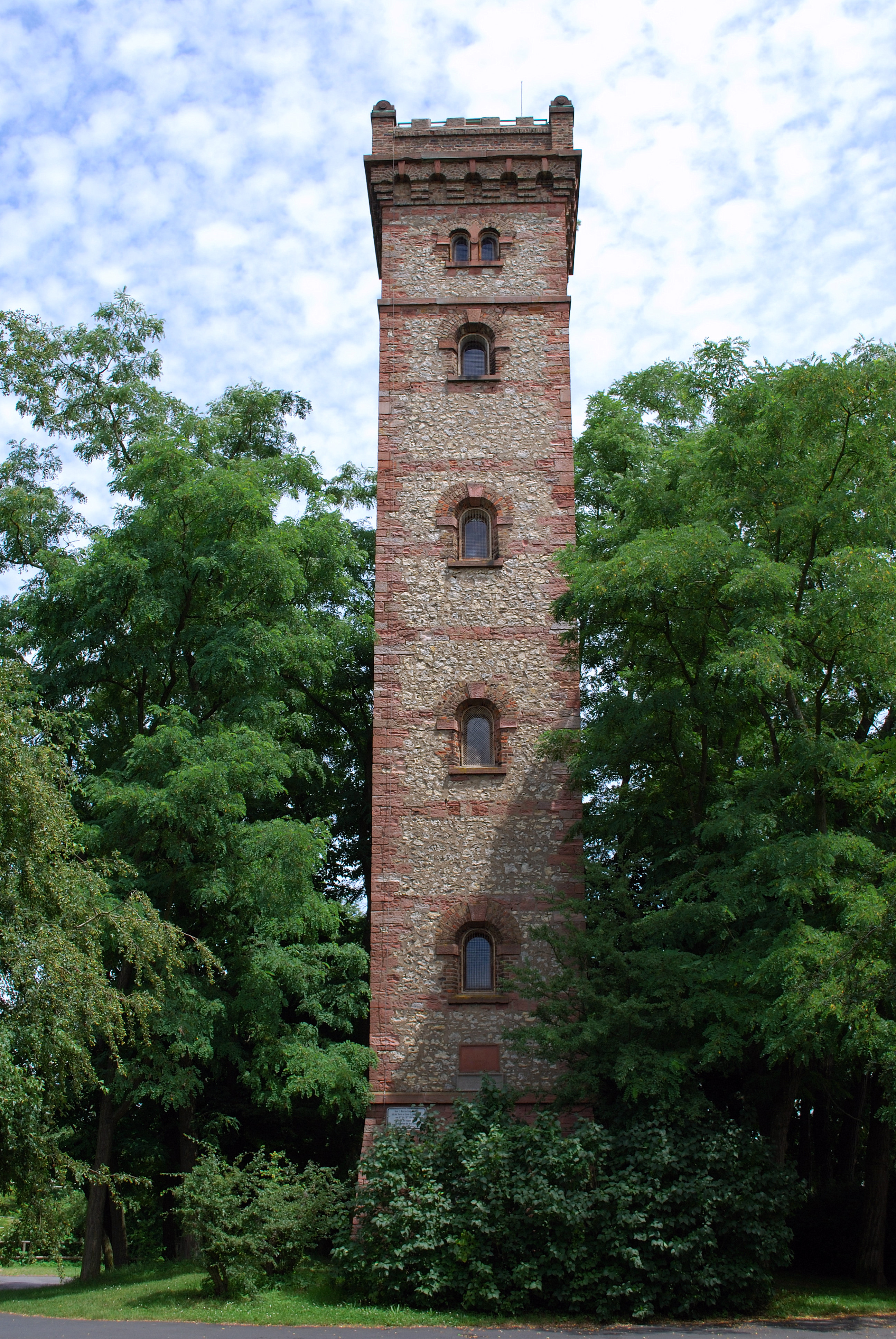
Torre panoràmica de Bieber.
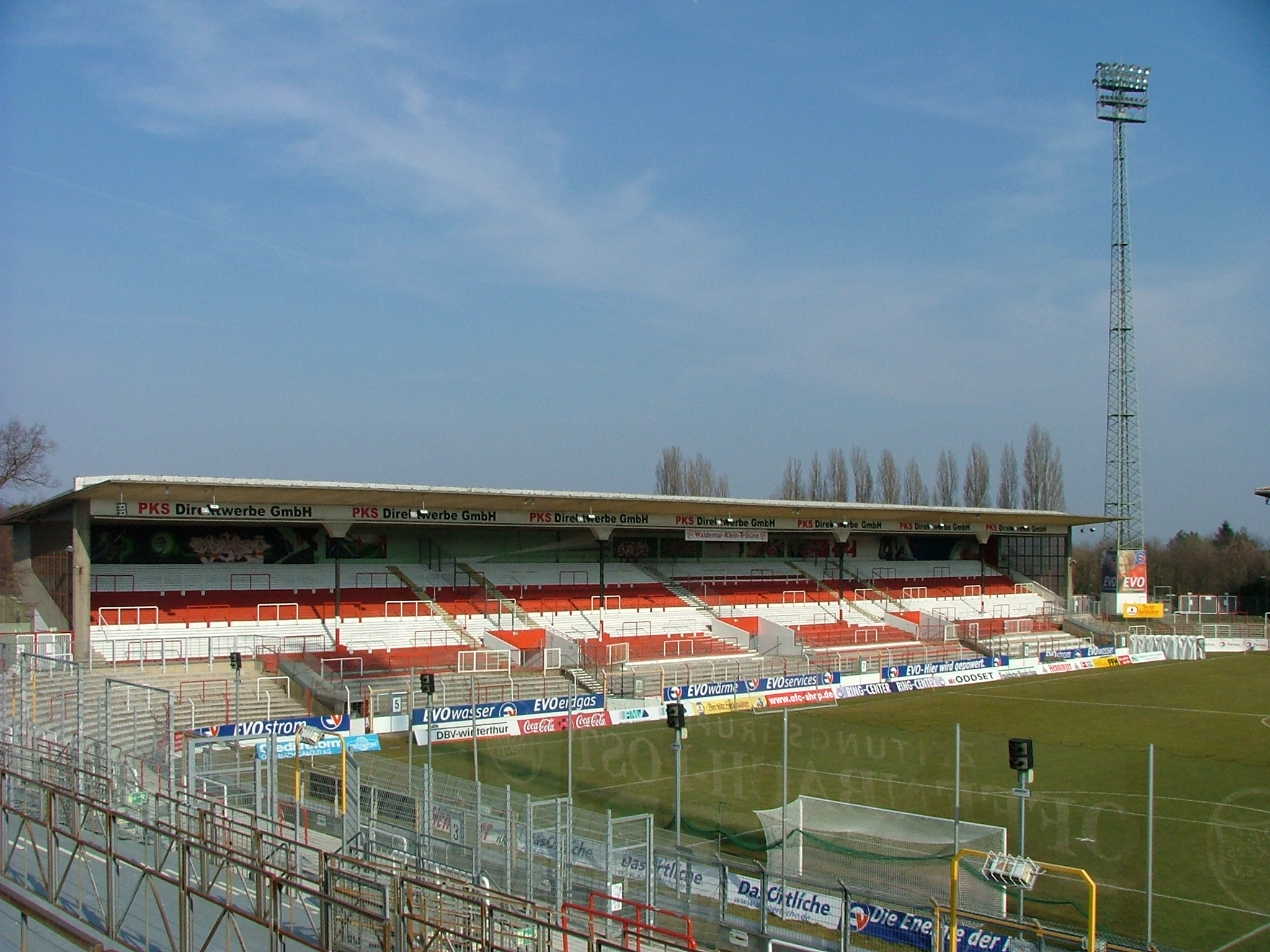
L'estadi «Bieberer Berg» (Mont de Bieber)